# Le Soir Échos
Pour les articles homonymes, voir Le Soir (homonymie).
Le Soir Échos est un ancien quotidien marocain francophone d'information généraliste, édité par la société d'édition NextDayNews, qui a paru de février 2009 à août 2013.

## Historique
Il parait pour la première fois en février 2009.
En janvier 2010, le Soir échos est repris  par NextDayNews représentée par Saâd A. Tazi.
Il est alors le 3e quotidien francophone du Maroc.
En janvier 2012, Le Soir Echos lance sa Web TV, orientée news. Cette première Web TV marocaine est confiée à Lahsen El Bouhali avec la collaboration de Tarek Bouraque.
Le 30 août 2013, avec le numéro 1399, Le Soir Échos suspend sa parution pour causes financières,.

## Rédacteurs en chef
Driss Bennani, le premier rédacteur en chef est remplacé par Taïeb Chadi, ancien journaliste du Le Journal Hebdomadaire, puis par Tarek Qattab quand le Journal est repris par Saâd A. Tazi, et enfin Hafid El JaÏ[réf. nécessaire].